# Ференц Мереї
Ференц Мереї (угор. Mérei Ferenc, 24 листопада 1909, Будапешт — 23 лютого 1986, Будапешт) — угорський психолог. Отримав диплом Сорбонни у Парижі (1933). Доктор психологічних наук Угорської академії наук (1979). Директор Угорського інституту педагогічних наук (1949), Інституту психології в Будапешті (1954—1958). Працював в лабораторії клінічної психології Угорського інституту неврології і психіатрії (1964—1976). На початку своєї професійної діяльності займався вивченням когнітивного розвитку. Після Другої світової війни його основні інтереси перемістилися в сферу вивчення розуміння і контролю тих психологічних процесів, від яких залежить бажання людей йти на війну і які змушують їх брати участь в жорстокості і звірствах. Розробив програму дослідження, в якій показав, що груповий вплив і той загальний досвід, який група може акумулювати, так само як і групові традиції, можуть пересилити волю окремого члена групи.

## Біографія
Народився у 1909 році у Будапешті в родині фотографа. Мереї часто проводив час у фотостудії своїх батьків. Він не любив школу, де відчував себе самотнім, а жорстокість вчителів спричиняли йому багато болю. Він багато читав, навіть книгу на 500 сторінок міг прочитати в одному засіданні. Також спричиняли душевну біль зв'язки його матері з багатьма чоловіками.
Після закінчення середньої школи навчався з 1928 року в Сорбонні, незважаючи на те, що його мати хотіла, щоб він навчався в Берліні. Він спеціалізується в політичній економії, статистиці та літератури; вивчав одинадцять мов. Він зацікавився дитячою психологією. Психолог Анрі Валлон прийняв його в університеті як свого учня, і направив його на вивчення дитячої психології. У 1930 році вступив до Французької комуністичної партії.
Він провів свою першу лекцію в 1932 році, в якій критикував Жана Піаже. Лекція викликала несхвалення Валлона. Саме тоді Мереї розробив свою основну ідею, суть якої є соціальне визначення людини.
Повертаючись додому у 1934 році, він не міг знайти роботу, тому працював до 1938 року психологом на безоплатній основі у Державному дитячому психологічному інституті, заснованому Яношем Шнеллем. Він був першим, хто дослідив соціальний досвід впливає на індивідуальну і соціальну роль у формуванні правил і норм. Він опублікував дві тези в 1937 році: «Дитина грає з кнопками» і «Діти — будівники країни».
У 1938—1940 роках працював у Спеціальному освітньому педагогічному коледжі, знову без зарплати, тому жив на гроші, які отримував від викладання мов. Мереї одружився з учителькою Вірою Молнар. Вони познайомилися на організації іспитів і працювали разом.
Його звільнили з роботи через антиєврейські закони. З 1940 року він працював в поліклінічному відділенні на чолі з Джулією Дьордь. У 1942 році він написав свою першу книгу «Психологія вибору кар'єри». У 1944 році перетнув лінію фронту і вступив до лав Радянської армії, де до кінця служби отримав звання капітана.
У 1945—1948 роках він керував Будапештським інститутом психології, викладав у педагогічному коледжі та колегіумі Етвеша. У 1949 році був призначений керівником Національного інституту психологічної освіти. Тоді ж він написав кілька досліджень і три книги: «Дитячий світогляд» (1945), «Колективний досвід» (1947) і «Дослідження дитини» (1948). Його досліди над колективним досвідом є одними з найважливіших психологічних експериментів науки.
У 1949 році удостоєний премії Кошута (срібна медаль) за свої педагогічні роботи. У 1950 році інститут був ліквідований, Мереї звільнений від займаної посади і він став перекладачем. Був реабілітований в 1956 році, ставши одним з ключових науковий співробітник в Інституті психології Угорської академії наук, а потім в 1958 році в Інституті біохімії.
У жовтні 1958 року був арештований і звинувачений в організації змови; засуджений до 10 років ув'язнення. Спочатку відбував вирок в Будапешті, потім Шаторальяуйхеї, згодом у Ваці. Мереї почав свою «психологічний щоденник» у в'язниці в Шаторальяуйхеї в 1960 році (він написав його на туалетному папері через відсутність будь-якого іншого паперу). У в'язниці його здоров'я погіршилося, він переніс інсульт. У березні 1963 року був амністований.
З лютого 1964 року працював в Національній неврологічній і психіатричній лікарні, де він заснував і став керівником лабораторії клінічної психології. У лабораторії він зібрав своїх колег і студентів, в тому числі Лівію Немеш та Агнеш Біне. Його лабораторія стала центром підготовки психологів в Угорщині. Агнеш Біне стала співавтором двох успішних книг — «Дитяча психології» та дитячої енциклопедії «Ablak-Zsiráf».
У 1982 році отримав звання доктора психології Угорської академії наук і був нагороджений медальйоном Пала Раншбурга. У 1984 році, коли він видужував після серйозної операції, був знятий фільм-інтерв'ю з його участю. Частини інтерв'ю, в яких він критикував політику Угорщини, не були показані по телебаченню аж до 2009 року.